# Mariam Shengelia
Mariam Shengelia (en georgiano: მარიამ შენგელია; Mingrelia, 14 de mayo de 2002), es una cantante georgiana. Representó a Georgia en el Festival de la Canción de Eurovisión 2025 con la canción «Freedom».
Shengelia es miembro de la banda de música georgiana Mix2ura.

## Primeros años
Shengelia nació el 14 de mayo de 2002 en Mingrelia (Georgia) pero hasta los 10 años se crio en Tiflis, la capital de Georgia. Luego se mudó con su familia a la ciudad de Zugdidi. Desarrolló un interés por el canto y la actuación durante sus años de infancia. Shengelia asistió al Conservatorio Estatal de Tiflis, donde estudió interpretación vocal y teoría musical. Sus primeras influencias musicales incluyeron una variedad de géneros como pop, soul y jazz.

## Carrera
En 2018, Shengelia alcanzó reconocimiento nacional como semifinalista en X Factor Georgia. Al año siguiente, terminó en sexto lugar en Geostar, el concurso que seleccionaba al representante de Georgia para el Festival de la Canción de Eurovisión 2020, que finalmente fue cancelado. En 2020, estaba prevista como corista para la canción «Take Me as I Am» de Tornike Kipiani, que iba a representar a Georgia en Eurovisión. Posteriormente, en 2021, llegó a las semifinales de la cuarta temporada de The Voice Sakartvelo. Ya en 2025, obtuvo el segundo lugar en Tsekvaven Varskvlavebi, la versión georgiana de Bailando con las estrellas.
El 14 de marzo de 2025, la Radiodifusión Pública de Georgia anunció que Shengelia representaría a Georgia en el Festival de la Canción de Eurovisión 2025, celebrado en Basilea (Suiza), con la canción «Freedom».

## Puntos de vista políticos
Shengelia ha sido criticada por apoyar públicamente al partido gobernante de Georgia, Sueño Georgiano, y por participar en anuncios y conciertos que respaldan al partido. Según Shengelia, su participación en estos eventos busca difundir su mensaje de paz. Sin embargo, según los medios, Shengelia había mostrado una postura diferente en el pasado: en 2022, compartió una publicación en Facebook en la que se disculpaba por las acciones del gobierno georgiano ante la invasión rusa de Ucrania, y en 2023 participó en protestas contra el partido.

## Discografía

### Sencillos
| Título    | Año  | Álbum o EP |
| --------- | ---- | ---------- |
| «Freedom» | 2025 | —          |